# Coccoidea quercicola
Coccoidea quercicola är en svampart som beskrevs av Henn. & Shirai 1900. Coccoidea quercicola ingår i släktet Coccoidea, och familjen Coccoideaceae. Inga underarter finns listade i Catalogue of Life.